# Лопес, Аркадио
Аркадио Хулио Ло́пес (исп. Arcadio Julio López; 15 декабря 1910, Буэнос-Айрес — 12 апреля 1972, Буэнос-Айрес) — аргентинский футболист, полузащитник.

## Карьера
Аркадио Лопес начал карьеру в клубе «Ланус», затем продолжил карьеру в клубе «Спортиво», где играл до 1934 года. В 1935 году Лопес перешёл в клуб «Феррокарриль Оэсте», где дебютировал 7 апреля в матче с «Ураканом» (1:5). Он играл за клуб три сезона, проведя 65 матчей и забив 1 гол. Последний матч за «Феррокарриль» Аркадио сыграл 11 апреля 1937 года против того же «Уракана» (2:3). В начале 1936 года «Бока Хуниорс» заключил соглашение с «Оэсте», в рамках которого Лопес переходит в этот клуб по окончании сезона, а также «Хуниорс» получения права арендовать стадион «Феррокарриль», пока достраивалась Бомбонера. После переход сдвинулся и закончился судебным спором. А Аркадио принял решение уехать, на правах аренды, во «Фламенго», где дебютировал 22 августа в матче с «Васко да Гамой» (2:3). Всего за клуб он провёл 26 матчей, последним из которых стала встреча с «Флуминенсе» (1:1).
В 1938 году Лопес возвратился в Аргентину, хотя за клуб более не играл. Почти сразу же Аркадио все-таки стал игроком «Боки Хуниорс», опередившей также заинтересованном в игроке «Сан-Лоренсо». При этом клуб заплатил за его трансфер деревянной трибуной и 410 деревянными сидениями. Эта сделка позволила «Феррокарриль» увеличить вместимость стадиона до 45 тыс. зрителей. Футболисту заплатили 4000 песо подъемных и 200 песо в месяц. Он дебютировал в составе команды 19 июня в матче с «Платенсе». В 1940 году Аркадио помог команде выиграть чемпионат страны и Кубок Карлоса Ибаргурена. В 1942 году Лопес покинул команду, за которую, в общей сложности провёл 62 матча. Последний матч за клуб футболист провёл 6 сентября 1942 года против своей бывшей команды «Феррокариль Оэсте» (1:0). Завершил карьеру Лопес в составе «Лануса», за который провёл 29 матчей и забил 11 голов.

## Статистика

### Клубная
| Сезон | Клуб               | Лига         | Чемпионат | Чемпионат | Кубок | Кубок | Междунар. | Междунар. |
| Сезон | Клуб               | Лига         | Игры      | Голы      | Игры  | Голы  | Игры      | Голы      |
| ----- | ------------------ | ------------ | --------- | --------- | ----- | ----- | --------- | --------- |
| 1935  | Феррокарриль Оэсте | Примера      | 32        | 1         | —     | —     | —         | —         |
| 1936  | Феррокарриль Оэсте | Примера      | 32        | 0         | —     | —     | —         | —         |
| 1937  | Феррокарриль Оэсте | Примера      | 1         | 0         | —     | —     | —         | —         |
| 1937  | Фламенго           | Лига Кариока | 19        | 0         | —     | —     | —         | —         |
| 1938  | Бока Хуниорс       | Примера      | 18        | 0         | —     | —     | —         | —         |
| 1939  | Бока Хуниорс       | Примера      | 20        | 0         | —     | —     | —         | —         |
| 1940  | Бока Хуниорс       | Примера      | 12        | 0         | 1     | 0     | 1         | 0         |
| 1941  | Бока Хуниорс       | Примера      | 8         | 0         | —     | —     | —         | —         |
| 1942  | Бока Хуниорс       | Примера      | 1         | 0         | —     | —     | —         | —         |

1. ↑  В графу «Кубок» входят матчи Кубка Карлоса Ибаргурена
2. ↑  В графу «Кубок» входят матчи Кубка Альдао

### Международная
| Матчи Аркадио Лопеса за сборную Аргентины | Матчи Аркадио Лопеса за сборную Аргентины | Матчи Аркадио Лопеса за сборную Аргентины | Матчи Аркадио Лопеса за сборную Аргентины | Матчи Аркадио Лопеса за сборную Аргентины | Матчи Аркадио Лопеса за сборную Аргентины | Матчи Аркадио Лопеса за сборную Аргентины |
| ----------------------------------------- | ----------------------------------------- | ----------------------------------------- | ----------------------------------------- | ----------------------------------------- | ----------------------------------------- | ----------------------------------------- |
| №                                         | Дата                                      | Место проведения                          | Оппонент                                  | Счёт                                      | Голы                                      | Турнир                                    |
| 1                                         | 4 июня 1931                               | Буэнос-Айрес                              | Парагвай                                  | 1:1                                       | —                                         | Кубок Шевалье Бутеля                      |
| 2                                         | 9 июня 1931                               | Буэнос-Айрес                              | Парагвай                                  | 3:1                                       | —                                         | Кубок Шевалье Бутеля                      |
| 3                                         | 18 июня 1933                              | Сантьяго                                  | Коло-Коло                                 | 3:2                                       | —                                         | Товарищеский матч                         |
| 4                                         | 22 июня 1933                              | Сантьяго                                  | сборная Сантьяго Насьональ и Грин Кросс   | 6:5                                       | —                                         | Товарищеский матч                         |
| 5                                         | 25 июня 1933                              | Вальпараисо                               | Итальяна Вальпаисо                        | 3:1                                       | —                                         | Товарищеский матч                         |
| 6                                         | 29 июня 1933                              | Сантьяго                                  | Унион Эспаньола                           | 1:0                                       | —                                         | Товарищеский матч                         |
| 7                                         | 2 июля 1933                               | Сантьяго                                  | Магальянес                                | 6:4                                       | —                                         | Товарищеский матч                         |
| 8                                         | 9 июля 1933                               | Сантьяго                                  | Коло-Коло                                 | 3:2                                       | —                                         | Товарищеский матч                         |
| 9                                         | 16 июля 1933                              | Сантьяго                                  | Унион Эспаньола                           | 3:1                                       | —                                         | Товарищеский матч                         |
| 10                                        | 1 ноября 1933                             | Буэнос-Айрес                              | сборная Росарио                           | 3:0                                       | —                                         | Товарищеский матч                         |
| 11                                        | 9 марта 1934                              | Росарио                                   | Ньюэллс Олд Бойз                          | 2:2                                       | —                                         | Товарищеский матч                         |
| 11                                        | 11 марта 1934                             | Санта-Фе                                  | Унион (Санта-Фе)                          | 5:3                                       | —                                         | Товарищеский матч                         |
| 12                                        | 18 марта 1934                             | Кордова                                   | Тальерес (Кордова)                        | 0:0                                       | —                                         | Товарищеский матч                         |
| 13                                        | 19 марта 1934                             | Кордова                                   | Архентино Пеньяроль                       | 3:3                                       | —                                         | Товарищеский матч                         |
| 14                                        | 30 марта 1934                             | Буэнос-Айрес                              | Ривер Плейт                               | 4:1                                       | —                                         | Товарищеский матч                         |
| 15                                        | 27 мая 1934                               | Болонья                                   | Швеция                                    | 2:3                                       | —                                         | Чемпионат мира                            |
| 16                                        | 14 июня 1934                              | Милан                                     | сборная клубов Италии                     | 2:0                                       | —                                         | Товарищеский матч                         |
| 17                                        | 2 августа 1936                            | Буэнос-Айрес                              | сборная клубов Росарио                    | 4:1                                       | —                                         | Товарищеский матч                         |
| 18                                        | 9 августа 1936                            | Авельянеда                                | Уругвай                                   | 1:0                                       | —                                         | Кубок Хуана Миньябуру                     |
| 19                                        | 2 января 1939                             | Ла-Плата                                  | Эстудиантес                               | 4:1                                       | —                                         | Товарищеский матч                         |
| 20                                        | 15 января 1939                            | Рио-де-Жанейро                            | Бразилия                                  | 5:1                                       | —                                         | Кубок Рока                                |
| 21                                        | 22 января 1939                            | Рио-де-Жанейро                            | Бразилия                                  | 2:3                                       | —                                         | Кубок Рока                                |

## Достижения
- Обладатель Кубка Шевалье Бутеля: 1931
- Обладатель Кубка Хуана Миньябуру: 1936
- Обладатель Кубка Рока: 1939
- Чемпион Аргентины: 1940
- Обладатель Кубка Карлоса Ибаргурена: 1940